# Honoré Gaspard Delaroche
Pour les articles homonymes, voir Delaroche.
Honoré Gaspard Delaroche, né le 30 avril 1804 à Montmorency et mort le 19 février 1871 à Paris, est un peintre français.

## Biographie
Honoré Gaspard Delaroche est le fils de Gaspard Delaroche, ébéniste, et d'Angélique d'Aix. Il est orphelin de père à sa naissance, et orphelin de mère en décembre 1808.
Il expose au Salon de 1835 à 1869.
Il épouse Marie Madeleine Louise Lemaire. Leur fille Honorine épousera le peintre Alexandre René Véron.
Il meurt à son domicile de la rue Durantin à l'âge de 66 ans. Il est inhumé au cimetière de la Villette.

## Œuvres exposées aux Salons parisiens
- Paysage, au Salon de 1835
- Vue prise à Montmorency, au Salon de 1835
- Vue prise au nid de l'aigle, forêt de Fontainebleau, au Salon de 1836
- Vue prise dans la vallée de la Solle (forêt de Fontainebleau), au Salon de 1839
- Vue prise au clos Saint-Aignan, près Rouen, au Salon de 1840
- Paysage avec animaux, au Salon de 1840
- Paysage et animaux, au Salon de 1842
- Vaches et moutons ; paysage, au Salon de 1846
- Une mare dans la forêt de Fontainebleau, au Salon de 1847
- Paysage ; effet de pluie, au Salon de 1847
- Vue prise dans la vallée de la Solle, forêt de Fontainebleau, au Salon de 1847 (Boulogne-sur-Mer)
- Vue de l'île des Ravageurs, prise le long du parc d’Asnières ; effet du soir, au Salon de 1850
- Cadre de portraits, au Salon de 1850
- Animaux au repos dans la forêt ; effet de soir, au Salon de 1863
- Animaux au repos, à Montmorency, au Salon de 1864
- Vaches et chèvres, près de la mare Sanguinède, dans la forêt de Fontainebleau, au Salon de 1864
- Animaux dans la forêt, au Salon de 1865
- Vue prise au Bas-Meudon, au Salon de 1866
- Le passage du gué, au Bas-Meudon, au Salon de 1868
- Veau et bœuf, au Salon de 1869